# Karakalpački jezik
Karakalpački jezik (karaklobuk, klobouki, tchorny; ISO 639-3: kaa), altajski jezik zapadnoturkijske skupine, koji se govori na području Uzbekistana duž donjeg toka rijeke Amu-Darje i južno od Aralskog jezera (407 000; 1993. UBS), i u Afganistanu (2000), sjeverno od Džalalabada i južno od Mazar-e Šarifa. 
Jedan je od četiri jezika aralsko-kaspijske podskupine. Ima nekoliko dijalekata. Etnička grupa zove se Karakalpaci.

## Vanjske poveznice
- Ethnologue (14th)
- Ethnologue (15th)